# Американски сеносъбирач
Американски сеносъбирач или американска пика (Ochotona princeps), е вид бозайник от семейство Пики (Ochotonidae).

## Разпространение и местообитание
Разпространен е в Канада и САЩ.

## Култура
Един от героите на играта Покемон - Пикачу, е вдъхновен от американската пика.